# Les Désaxés (roman)
Pour les articles homonymes, voir Les Désaxés.
Les Désaxés est un roman de Christine Angot paru le 25 août 2004 aux éditions Stock et ayant reçu l'année suivante le prix France Culture avec son autre roman Une partie du cœur.

## Résumé
Sylvie et François sont mariés et ont deux enfants : Rachel et Simon. Ils vivent ensemble depuis une quinzaine d'années. Ils sont tous les deux cinéastes. Sylvie est maniaco-dépressive et fait de fréquents séjours en hôpital psychiatrique. François lui aussi dépressif, n'a plus d'inspiration et n'arrive pas à écrire des scénarios autres qu'autobiographiques. Le couple va suivre le long chemin de la séparation.

## Éditions
- Les Désaxés, éditions Stock, 2004  (ISBN 2234057035)